# Biblioteka Klasyki Polskiej Myśli Politycznej
Biblioteka Klasyki Polskiej Myśli Politycznej – seria wydawnicza krakowskiego Ośrodka Myśli Politycznej zapoczątkowana w 2000 roku. W ramach serii wydawane są dzieła dawnych polskich myślicieli politycznych.

## Wydane tomy
1. Stanisław Tarnowski – Pisarze polityczni XVI wieku
2. Paweł Popiel – Choroba wieku
3. Stanisław Koźmian – Bezkarność
4. Walerian Kalinka – Galicja i Kraków pod panowaniem austriackim
5. Michał Bobrzyński – Zasady i kompromisy
6. Leon Wasilewski – Drogi porozumienia
7. Obiektywna podstawa prawa (wybór pism Antoniego Szymańskiego, Czesława Martyniaka i Ignacego Czumy)
8. Stanisław Tarnowski – Z doświadczeń i rozmyślań
9. Adam Alojzy Krzyżanowski – Chrześcijańska moralność polityczna
10. Bogumił Jasinowski – Wschodnie chrześcijaństwo a Rosja
11. Ignacy Czuma – Absolutyzm ustrojowy
12. Amica Italia. Polscy prawnicy wobec włoskiego faszyzmu. 1922–1939
13. Pod znakiem swastyki. Polscy prawnicy wobec Trzeciej Rzeszy 1933–1939 (wybór pism)
14. Adam Alojzy Krzyżanowski – Raj doczesny komunistów
15. O praworządność i zdrowy ustrój państwowy
16. Stanisław Kutrzeba – Swoistość polskiej kultury i jej stosunek do Zachodu
17. Jan Koźmian – Dwa bałwochwalstwa
18. Antoni Zygmunt Helcel – O prawdziwym i fałszywym konserwatyzmie
19. Tadeusz Romanowicz – Dwie opinie
20. Jan Baudouin de Courtenay – Miejcie odwagę myślenia
21. Zygmunt Balicki – Parlamentaryzm